# Martin Fenin
Martin Fenin (ur. 16 kwietnia 1987 w Chebie) – czeski piłkarz, występujący na pozycji napastnika.
W kwietniu 2009 roku Czeska Federacja ogłosiła, że sześciu piłkarzy – Martin Fenin, Radoslav Kováč, Milan Baroš, Tomáš Ujfaluši, Václav Svěrkoš oraz Marek Matějovský nie będą więcej powoływani do czeskiej reprezentacji. Powodem tej decyzji było złamanie regulaminu dyscyplinarnego – zawodnicy brali udział w imprezie po przegranym 1:2 meczu ze Słowacją. Powrócił do reprezentacji w 2010 roku.